# Cotula australis
Cotula australis là một loài thực vật có hoa trong họ Cúc. Loài này được (Sieber ex Spreng.) Hook.f. mô tả khoa học đầu tiên.